# Jefatura Nacional de la Policía de Israel

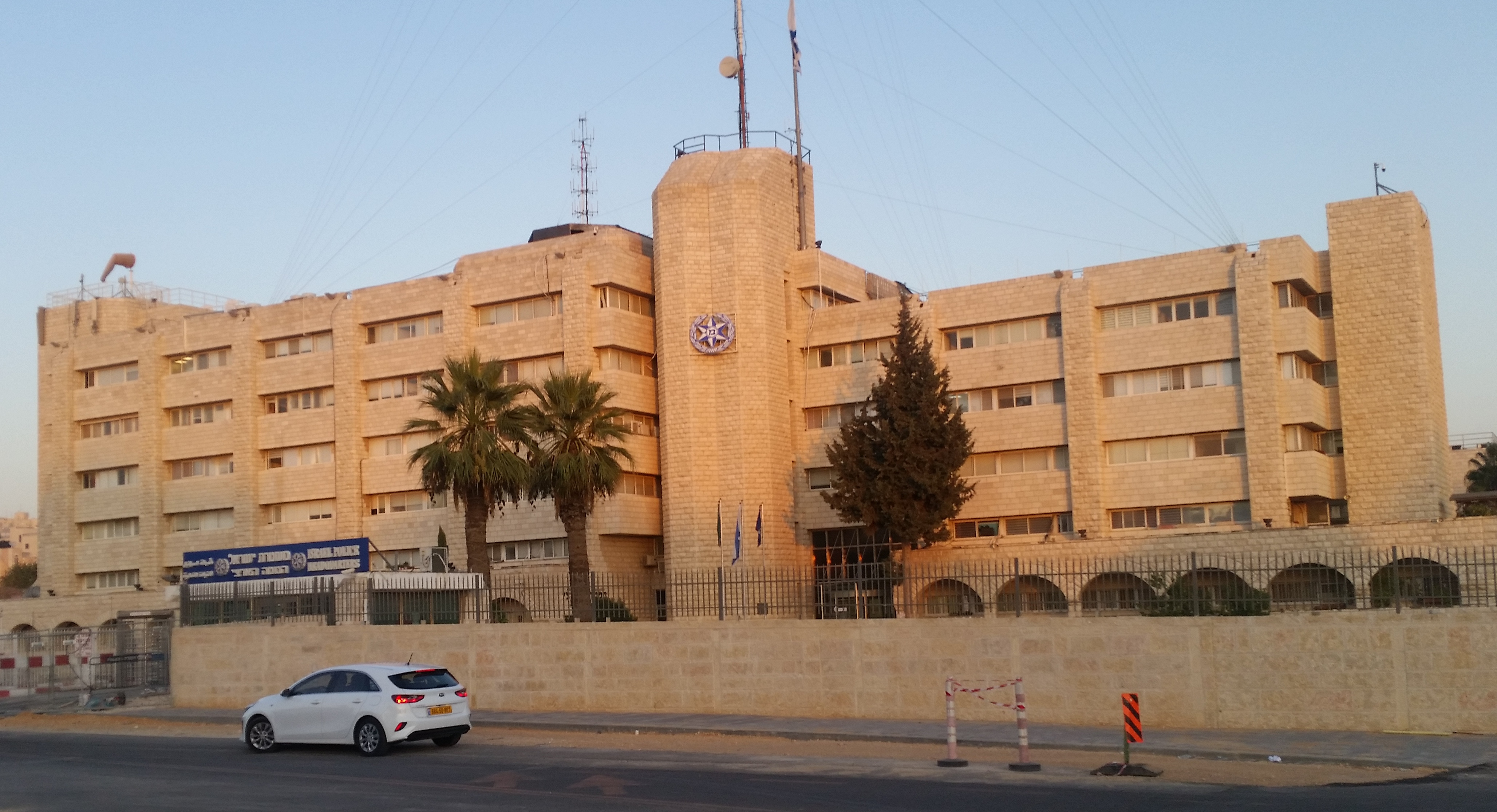
Jefatura Nacional de la Policía de Israel en el barrio de Kiryat Menachem Begin.

La Jefatura Nacional de la Policía de Israel, es la sede nacional de la policía israelí (en hebreo: בניין המטה הארצי של משטרת ישראל) su cuartel general está situado en la ciudad de Jerusalén.
Durante las primeras dos décadas de existencia del estado de Israel, la sede de la Policía de Israel estaba en Tel Aviv. Cuando la organización aumentó de tamaño, la necesidad de un edificio de mando nuevo se hizo evidente. 
Después de la Guerra de los Seis Días, en la que Israel capturó la totalidad de Jerusalén, una nueva ubicación fue elegida en el este de Jerusalén, entre el Monte Scopus y la parte occidental de la ciudad. 
El edificio original, fue diseñado durante el período de ocupación jordana para funcionar como un hospital, después fue rediseñado por el arquitecto Dan Eytan e inaugurado en1973, momento en que un segundo edificio más grande fue añadido. El edificio del Ministerio de Seguridad Pública se construyó más tarde, junto al cuartel de la policía israelí.